# Jakub Matyáš
Jakub Matyáš (* 16. březen 1994, Přerov) je bývalý český hokejový obránce.

## Hráčská kariéra
- 2009/2010 HC Energie Karlovy Vary – dor. (E)
- 2010/2011 HC Energie Karlovy Vary – dor. (E), HC Energie Karlovy Vary – jun. (E)
- 2011/2012 HC Energie Karlovy Vary – dor. (E), HC Energie Karlovy Vary – jun. (E)
- 2012/2013 HC Energie Karlovy Vary – jun. (MHL)
- 2013/2014 HC Oceláři Třinec (E), HC Zubr Přerov (2. liga), HK Nový Jičín (2. liga)
- 2014/2015 HC Oceláři Třinec
- 2015/2016 HC Zubr Přerov (1. liga), HC Bobři Valašské Meziříčí (2. liga), HC Frýdek-Místek (2. liga)
- 2016/2017 HC Oceláři Třinec ELH
- 2017/2018 HC Oceláři Třinec ELH
- 2018/2019 HC Oceláři Třinec ELH
- 2019/2020 HC Oceláři Třinec ELH
- 2020/2021 LHK Jestřábi Prostějov
- 2021/2022 HC Oceláři Třinec ELH
- 2022/2023 HC Slavia Praha